# Die Glocken von St. Marien
Die Glocken von St. Marien (Originaltitel: The Bells of St. Mary’s) ist ein US-amerikanisches Filmdrama mit Bing Crosby und Ingrid Bergman aus dem Jahr 1945. Es handelt sich um die Fortsetzung des Films Der Weg zum Glück (1944), für den Bing Crosby den Oscar erhalten hatte. Beide Filme wurden von Leo McCarey produziert und in Szene gesetzt.

## Handlung
Als Pfarrer Chuck O’Malley in New York zum Leiter der heruntergekommenen katholischen Schule St. Marien berufen wird, gibt er zum Verdruss von Schwester Mary Benedict als erste Amtshandlung den Schülern einen Tag frei. Beim Rundgang auf dem Schulgelände trifft er kurz darauf den Geschäftsmann Horace P. Bogardus, der direkt neben der Schule ein neues Bürogebäude bauen lässt. Weil dieser noch einen Parkplatz für seine Angestellten benötigt und zu diesem Zweck St. Marien kaufen und abreißen lassen will, drängt er Pfarrer O’Malley, die Schüler an einer anderen Schule mit moderner Ausstattung unterzubringen. O’Malley, der dies zunächst für das Beste hält, begegnet anschließend Mary Gallagher, einer alleinerziehenden Mutter, die ihre Tochter Patricia in St. Marien unterbringen möchte. Ihr Mann Joe, ein Musiker, hatte sie vor vielen Jahren verlassen und sie schlug sich seither mehr schlecht als recht durchs Leben. O’Malley hat über Patricias Herkunft jedoch keine Bedenken und nimmt das Mädchen wohlwollend in der Schule auf.
Beim Kampf zweier Jungen auf dem Schulhof stehen sich O’Malley und Schwester Benedict mit ihren unterschiedlichen Vorstellungen von Erziehungsmethoden gegenüber. Während O’Malley dem Sieger gratuliert, meint Schwester Benedict zu Eddie, der seinem Gegner unterlag, dass es richtig gewesen sei, sich nicht zu wehren und nicht zurückzuschlagen. Später jedoch besorgt sie sich ein Lehrbuch über das Boxen und bringt Eddie den Faustkampf bei. Als Eddie erneut in einen Kampf mit dem anderen Jungen gerät, geht er schließlich als Sieger hervor. Doch statt diesen weiter zu erniedrigen, reicht er ihm die Hand und lädt ihn auf ein Eis ein. Unterdessen kümmert sich O’Malley um Patricia, und ihre anfangs sehr schlechten Noten verbessern sich zusehends.
O’Malley will die Schule schließlich doch nicht mehr verkaufen und die Nonnen hoffen, Mr. Bogardus mit Gebeten dazu zu bewegen, ihnen sein Bürogebäude zur Einrichtung von neuen Klassenräumen und einer Turnhalle zu überlassen. Als sich das Schuljahr dem Ende neigt und Patricia ihrer Mutter ihr Abschlussballkleid zeigen möchte, sieht sie ihre Mutter mit einem Mann, den sie nicht kennt. Es handelt sich jedoch um ihren Vater, den O’Malley mit der Mutter wieder zusammengebracht hat. Traurig über das vermeintliche Lotterleben ihrer Mutter, fällt Patricia absichtlich im Abschlusstest durch, um ein Jahr länger in St. Marien bleiben zu können.
Mr. Bogardus erklärt sich schließlich bereit, St. Marien sein Bürogebäude zu überlassen. Schwester Benedict ist darüber überaus glücklich. Als ein Arzt bei ihr ein frühes Stadium von Tuberkulose feststellt, rät er O’Malley Schwester Benedict an einen ruhigeren Ort zu versetzen, wo sie wieder gesund werden kann, ohne ihr jedoch zu verraten, dass sie krank ist. Betrübt über ihre Versetzung, trifft Schwester Benedict am Tag der Zeugnisvergabe auf Patricia, die ihrer Mutter nicht gesagt hat, durchgefallen zu sein. Als Mrs. Gallagher mit Patricias Vater zu ihnen stößt und sich das Verwandtschaftsverhältnis aufklärt, gibt Schwester Benedict Patricia zu verstehen, dass sie doch ihren Abschluss gemacht hat, hatte das Mädchen den Test schließlich nur absichtlich nicht bestanden. Als sich Schwester Benedict auf den Weg zu ihrem neuen Domizil begibt und O’Malley sie schließlich doch informiert, dass sie sich mit Tuberkulose infiziert hat und sie aus diesem Grund versetzt wird, verlässt sie erleichtert die Schule und verspricht, bald wieder gesund zu sein.

## Hintergrund
Produziert wurde der Film von der unabhängigen Filmgesellschaft Rainbow Productions, die Leo McCarey, Bing Crosby, Buddy DeSylva, David Butler and Hal Roach Jr. kurz zuvor gegründet hatten. Während McCarey als Regisseur, Drehbuchautor und Produzent in Erscheinung trat und Crosby die männliche Hauptrolle übernahm, konnte Ingrid Bergman für 175.000 Dollar von Produzent David O. Selznick ausgeliehen werden, bei dem sie seinerzeit unter Vertrag stand. Um sich auf ihre Rolle als Nonne vorzubereiten, besuchte Bergman ein Konvent und traf sich mit Leo McCareys Tante, die diesem als Vorbild für die Rolle der Schwester Mary Benedict gedient hatte. Die Dreharbeiten fanden unter anderem in Tucson, Arizona, statt. Für die Filmbauten waren William Flannery und Albert S. D’Agostino zuständig. Die Kostüme entwarf Edith Head.
Bing Crosby singt im Film die Lieder The Bells of St. Mary’s, Aren’t You Glad You’re You?, In the Land of Beginning Again, Adeste fideles sowie O du fröhliche in der lateinischen Version O Sanctissima. Ingrid Bergman trägt im Film das schwedische Lied Vårvindar friska vor.
Die Glocken von St. Marien wurde am 6. Dezember 1945 in New Yorks Radio City Music Hall im Verleih von RKO Pictures uraufgeführt und entwickelte sich in den Vereinigten Staaten zum größten Kassenhit des Jahres. Der Film spielte mehr Geld als sein Vorgänger Der Weg zum Glück an den Kinokassen ein und war nach Vom Winde verweht (1939) und This Is the Army (1943) der finanziell dritterfolgreichste Film seiner Zeit. In Deutschland wurde Die Glocken von St. Marien erstmals am 1. September 1947 in den Kinos gezeigt.

## Kritiken
Das Lexikon des internationalen Films bezeichnete den Film als „[f]reundlich gefühlvolle Unterhaltung mit herzhaftem Glaubensoptimismus“. Er sei jedoch „ohne tiefere religiöse Substanz, atmosphärisch nicht echt, mit einigen eher peinlichen Effekten“. Cinema empfahl den Film Nostalgikern als „Süßspeise à la Hollywood“.
Variety fand den Film „auf warmherzige Weise sentimental“. Die „simple Handlung“ habe man „mit vielen Lachern“ aufgepeppt und Leo McCareys Erfolgsrezept von Der Weg zum Glück sei erneut aufgegangen. Bing Crosby sei so gut wie im Vorgänger und Ingrid Bergman stelle erneut „ihre Vielseitigkeit“ unter Beweis. Für den Filmkritiker Leonard Maltin handelte es sich um eine „liebenswerte, wenn auch abschweifende Fortsetzung von Der Weg zum Glück“.

## Auszeichnungen
Der Film war bei der Oscarverleihung 1946 achtfach nominiert und wurde letztlich in der Kategorie Bester Ton (Stephen Dunn) mit dem Oscar ausgezeichnet. In den Kategorien Bester Film, Beste Regie (Leo McCarey), Bester Hauptdarsteller (Bing Crosby), Beste Hauptdarstellerin (Ingrid Bergman), Bester Schnitt (Harry Marker), Beste Filmmusik (Robert Emmett Dolan) und Bester Song (Jimmy Van Heusen und Johnny Burke für Aren’t You Glad You’re You) unterlag der Film der Konkurrenz.
Ingrid Bergman erhielt einen Golden Globe in der Kategorie Beste Hauptdarstellerin – Drama sowie den New York Film Critics Circle Award in der Kategorie Beste Hauptdarstellerin. Bei der Verleihung der Photoplay Awards wurde der Film mit der Golden Medal prämiert.

## Deutsche Fassung
Die deutsche Synchronfassung entstand 1947 bei der Motion Picture Export Association in München. Für das Dialogbuch und die Synchronregie war Franz Baldewein verantwortlich.
| Rolle                   | Darsteller     | Synchronsprecher |
| ----------------------- | -------------- | ---------------- |
| Pfarrer Chuck O’Malley  | Bing Crosby    | Walter Holten    |
| Schwester Mary Benedict | Ingrid Bergman | Eva Vaitl        |
| Horace P. Bogardus      | Henry Travers  | Bum Krüger       |
| Joe Gallagher           | William Gargan | Willy Friedrichs |
| Dr. McKay               | Rhys Williams  | Herbert Gernot   |
| Mrs. Breen              | Una O’Connor   | Margarete Haagen |